# Асия (Кипър)
А̀сия (на гръцки: Άσσια; на турски: Paşaköy) е село в Кипър, окръг Фамагуста. Според статистическата служба на Северен Кипър през 2011 г. селото има 3561 жители.
Де факто е под контрола на непризнатата Севернокипърска турска република.